# Miss Île-de-France
 (octobre 2021).
Si vous disposez d'ouvrages ou d'articles de référence ou si vous connaissez des sites web de qualité traitant du thème abordé ici, merci de compléter l'article en donnant les références utiles à sa vérifiabilité et en les liant à la section « Notes et références ».
Miss Île-de-France est un concours de beauté annuel concernant les jeunes femmes de l'Île-de-France. Il est qualificatif pour l'élection de Miss France en direct sur la chaîne TF1, en décembre, chaque année.
Seize Miss issues de la région Île-de-France ont été couronnées Miss France (13 Miss Paris et 3 Miss Île-de-France).
La déléguée régionale pour Miss France est Laure Mattioli (Miss Bourgogne 2001).

## Histoire
Début 2010, Kelly Bochenko, Miss Paris 2009, est destituée à cause de photos pornographiques publiées dans le magazine Entrevue et est remplacée par Lisa Alberici, Miss Île-de-France 2009. La 1re dauphine de Miss Paris 2009, Chloé François, réclame son titre mais Geneviève de Fontenay le lui refuse. À la suite de cette affaire, le concours Miss Île-de-France absorbe définitivement le concours de Miss Paris qui disparaît définitivement de l'élection Miss France.
Le 28 octobre 2010, Pauline Darles est élue Miss Île-de-France 2010. Mais le 15 novembre 2010, lors du voyage de préparation aux Maldives, Pauline annonce quitter le concours car elle n'aime pas « l'esprit du concours » et il est annoncé qu'elle est remplacée par sa première Dauphine, Jessica Muzaton. On apprend le 28 novembre 2010 que Jessica Muzaton est destituée à la suite de la révélation d'une vidéo où on la voit dans une boîte de nuit parisienne en string de la marque Hustler, propriété du pornographe américain Larry Flynt. Elle est alors remplacée par la deuxième dauphine Île-de-France, Sabine Hossenbaccusqui devient par la suite 4e dauphine de Miss France 2011.

## Synthèse des résultats
Note : Toutes les données ne sont pas encore connues.
- Miss France : Jacqueline Bertin-Lequien (1932, Miss Paris), Simone Barillier (1933, Miss Paris), Gisèle Préville[Note 1] (1934, Miss Paris), Ginette Catriens (1938), Jacqueline Donny (1947, Miss Paris), Juliette Figueras[Note 2] (1948, Miss Paris), Maryse Delort [Note 3] (1949, Miss Paris), Véronique Zuber (1954, Miss Paris), Muguette Fabris (1962), Micheline Beaurain (1969, Miss Paris), Chantal Bouvier de Lamotte[Note 4] (1971, Miss Paris), Isabelle Turpault (1982, Miss Paris, destituée), Valérie Pascale (1986, Miss Paris), Patricia Spehar (1996, Miss Paris), Diane Leyre (2021)
- Miss France remplaçante : Danielle Génault (1953), Brigitte Konjovic (1977, Miss Paris)
- 1re dauphine : Jacqueline Donny[Note 5] (1946, Miss Paris), Danièle Chevalier (1962, Miss Paris), Pamela Semmache (1998, Miss Paris), Ornella Verrecchia (2002), Sophie Ducasse (2005)
- 2e dauphine : Josiane Bouffeni (1973, Miss Val-de-Marne), Frédérique Laffond (1976), Lison Di Martino (2017)
- 3e dauphine : Jojie Dabro (1959), Muriel Sellier (1981), Amélie Kervran (2004, Miss Paris), Krystel Norden (2006, Miss Paris)
- 4e dauphine : Chantal Braham (1978, Miss Paris), Béatrice Burié (1979, Miss Paris), Isabelle Da Silva (1993, Miss Paris), Sabine Hossenbaccus (2010)
- 5e dauphine : Christine Vogel (1986)
- 6e dauphine : Françoise Bocci (1976, Miss Paris), Julie-Chloé Mougeolle (2003, Miss Paris), Alice Quérette (2018), Lara Lourenço (2020)
- Top 12/Top 15 : Sophie Rousseau (1986, Miss Paris), Karine Bohin (1989), Delphine Vignais (1990), Marie-Christine Prudhomme (1991, Miss Paris), Agnès Boudou (1994, Miss Paris), Lætitia La Spina (1997, Miss Paris), Fany Trueba (1998),, Céline Lambert (1999, Miss Paris) ; Emilie François (2001) ; Isabelle Lamant (2002, Miss Paris), Rebecca Andry (2006), Cyrielle Roidot (2007, Miss Paris), Margaux Savarit (2014), Meggy Pyaneeandee (2016), Évelyne de Larichaudy (2019), Elena Faliez (2023).

## Élections locales qualificatives
- Miss Essonne ;
- Miss Hauts-de-Seine ;
- Miss Paris ;
- Miss Seine-et-Marne ;
- Miss Val-de-Marne ;
- Miss Val-d'Oise ;
- Miss Yvelines.

## Les Miss
Note : Toutes les données ne sont pas encore connues.
| Année | Dénomination           | Nom                        | Âge    | Taille | Résidence                 | Classement local/régional | Classement à Miss France                                                            | Autres |
| ----- | ---------------------- | -------------------------- | ------ | ------ | ------------------------- | --- | ----------------------------------------------------------------------------------- | --- |
| 1930  | Miss Paris             | Viviane Romance            | 18 ans |        | Paris                     | |                                                                                     | De son vrai nom Pauline Ronacher Ortmans, elle est destituée à la suite de l'annonce de sa grossesse |
| 1931  | Miss Paris             | Lucienne Nahmias           | 20 ans |        | Paris                     | |                                                                                     | Miss France 1931, élue par un comité concurrent de celui de Maurice de Waleffe, dirigé par le journal Le Soir dirigé par son père |
| 1933  | Miss Paris             | Jacqueline Bertin-Lequien  | 16 ans |        | Paris                     | | Miss France 1933                                                                    | |
| 1934  | Miss Paris             | Elizabeth Argal            |        |        |                           | |                                                                                     | Égérie des poudres de la marque Caron |
| 1934  | Miss Paris             | Simone Barillier           | 17 ans |        | Paris                     | | Miss France 1934                                                                    | |
| 1935  | Miss Paris             | Gisèle Préville            | 17 ans |        | Paris                     | | Miss France 1935, en remplacement d'Élisabeth Pitz, Miss Sarrebruck                 | De son vrai nom Gisèle Mairet |
| 1939  | Miss Île-de-France     | Ginette Catriens           | 24 ans |        | Paris                     | | Miss France 1939                                                                    | |
| 1946  | Miss Île-de-France     | Lily Jacquot               |        |        |                           | |                                                                                     | |
| 1946  | Miss Paris             | Jacqueline Donny           | 19 ans |        | Paris                     | | 1re dauphine de Miss France 1947                                                    | Élue l'année suivante, Miss France 1948 |
| 1947  | Miss Paris             | Jacqueline Donny           | 20 ans |        | Paris                     | | Miss France 1948                                                                    | Miss Europe 1948 |
| 1948  | Miss Paris             | Juliette Figueras          | 21 ans | 1,63 m | Arles                     | | Miss France 1949                                                                    | Miss Europe 1949. D'autres sources indiquent qu'elle était Miss Marseille |
| 1949  | Miss automobile        | Maryse Delort              |        |        | Paris                     | | Miss France 1950                                                                    | |
| 1950  | Miss Paris             | Maria Galland              |        |        |                           | |                                                                                     | De son vrai nom Colette Pierret |
| 1952  | Miss Île-de-France     | Anne Merven                |        |        |                           | |                                                                                     | |
| 1953  | Miss Île-de-France     | Danielle Génault           |        |        |                           | |                                                                                     | Assure l'intérim de Miss France 1954, Miss Europe 1955 |
| 1953  | Miss Paris             | Ghislaine Tournieux        |        |        |                           | |                                                                                     | |
| 1954  | Miss Paris             | Véronique Zuber            | 18 ans |        | Paris                     | | Miss France 1955                                                                    | |
| 1954  | Miss Île-de-France     | Régine Cramois             |        |        |                           | |                                                                                     | |
| 1954  | Miss Rambouillet       | Françoise Contelle         |        |        |                           | |                                                                                     | |
| 1955  | Miss Paris             | Giselle Hauchecorn         |        |        |                           | |                                                                                     | |
| 1957  | Miss Paris             | Christine Verdy            |        |        |                           | |                                                                                     | |
| 1957  | Miss Île-de-France     | Gisèle Gallois             |        |        |                           | | Élue 1re dauphine de Miss France 1958                                               | Miss France 1958 élue par un comité concurrent, se désiste car encore étudiante, elle a peur de s'engager et est remplacée par Annie Simplot, Miss Bordeaux |
| 1958  | Miss Paris             | Éliane Thielland           |        |        |                           | |                                                                                     | |
| 1959  | Miss Île-de-France     | Jojie Dabro                |        |        |                           | | 3e dauphine de Miss France 1960                                                     | |
| 1959  | Miss Île-de-France     | Michèle Milan              |        |        |                           | |                                                                                     | Élue par un comité concurrent. |
| 1960  | Miss Paris             | Danik Patisson             | 21 ans |        |                           | |                                                                                     | Mère de Valérie Pascale, Miss Paris 1985 et Miss France 1986 |
| 1962  | Miss Île-de-France     | Muguette Fabris            | 22 ans |        | Angoulême                 | | Miss France 1963                                                                    | |
| 1962  | Miss Paris             | Danièle Chevalier          |        |        |                           | | 1re dauphine de Miss France 1963                                                    | |
| 1963  | Miss Paris             | Geneviève Mercier          |        |        |                           | |                                                                                     | |
| 1965  | Miss Paris             | Edwige Perrot de Thannberg |        |        |                           | |                                                                                     | |
| 1965  | Miss Île-de-France     | Annick Loisel              |        |        |                           | |                                                                                     | |
| 1966  | Miss Île-de-France     | Nicole Buisson             |        |        |                           | |                                                                                     | |
| 1966  | Miss Paris             | Carole Judasse             |        |        |                           | |                                                                                     | |
| 1967  | Miss Paris             | Colette Hoche              |        |        |                           | |                                                                                     | |
| 1967  | Miss Île-de-France     | Bernadette Houchard        |        |        |                           | |                                                                                     | |
| 1967  | Miss Val d'Oise        | Claudine Soret             |        |        |                           | |                                                                                     | |
| 1968  | Miss Île-de-France     | Ghislaine Ollivier         |        |        | Mantes-la-Jolie           | |                                                                                     | |
| 1969  | Miss Paris             | Michelle Beaurain          | 19 ans |        | Paris                     | Miss Côte de Nacre 1968 | Miss France 1970                                                                    | Également Miss Normandie 1968 et dauphine de Miss France 1969 |
| 1969  | Miss Île-de-France     | Joëlle Goldstein           |        |        |                           | |                                                                                     | |
| 1970  | Miss Paris             | Nadine Lorcery             |        |        |                           | |                                                                                     | Hors-concours, les candidates originaires de la région où se tenait l'élection ne pouvaient être élues cette année-là |
| 1970  | Miss Île-de-France     | Michèle Mauger             |        |        |                           | |                                                                                     | Hors-concours, les candidates originaires de la région où se tenait l'élection ne pouvaient être élues cette année-là |
| 1971  | Miss Paris             | Chantal Bouvier de Lamotte | 18 ans |        | Paris                     | | Miss France 1972, remplacée par Claudine Cassereau, Miss Poitou                     | |
| 1972  | Miss Île-de-France     | Martine Fléty              |        |        |                           | |                                                                                     | |
| 1972  | Miss Val-de-Marne      | Michèle Rateau             |        |        |                           | |                                                                                     | |
| 1972  | Miss Essonne           | Catherine Brin             |        |        |                           | |                                                                                     | |
| 1972  | Miss Paris             | Patricia Chapuis           |        |        |                           | |                                                                                     | |
| 1973  | Miss Val de Marne      | Josiane Bouffeni           |        |        |                           | | 2e dauphine de Miss France 1974                                                     | |
| 1974  | Miss Paris             | Ghislaine Motte            |        |        |                           | |                                                                                     | |
| 1975  | Miss Paris             | Dany Coutelier             | 18 ans |        |                           | |                                                                                     | Également Miss Flandres 1972 et 2e dauphine de Miss France 1973 |
| 1976  | Miss Essonne           | Catherine Chailleux        |        |        |                           | |                                                                                     | Prix des mannequins à l'élection de Miss France 1977 |
| 1976  | Miss Île-de-France     | Frédérique Laffond         |        |        |                           | | 2e dauphine de Miss France 1977                                                     | |
| 1976  | Miss Paris             | Françoise Bocci            |        |        |                           | | 6e dauphine de Miss France 1977                                                     | |
| 1976  | Miss Seine-et-Marne    | Laurence Delaplace         |        |        |                           | |                                                                                     | |
| 1977  | Miss Yvelines          | Catherine Chaudezon        |        |        |                           | |                                                                                     | |
| 1977  | Miss Île-de-France     | Aline Dourneaux            |        |        |                           | |                                                                                     | Prix Maurice de Waleffe à l'élection de Miss France 1978 |
| 1977  | Miss Paris             | Brigitte Konjovic          | 18 ans |        | Paris                     | | Miss France 1978 (en remplacement de Pascale Taurua et Kelly Hoarau)                | |
| 1977  | Miss Seine-et-Marne    | Éliane Ambroglio           |        |        |                           | |                                                                                     | |
| 1978  | Miss Île-de-France     | Nicole Prymirski           |        |        |                           | |                                                                                     | Prix de l'élégance à l'élection de Miss France 1979 |
| 1978  | Miss Paris             | Chantal Braham             |        |        |                           | Miss Médoc 1977 | 4e dauphine de Miss France 1978                                                     | |
| 1978  | Miss Seine-et-Marne    | Claire Rousseau            |        |        |                           | |                                                                                     | Prix de la courtoisie à l'élection de Miss France 1979. |
| 1979  | Miss Hauts-de-Seine    | Pascale Fontanaud          |        |        |                           | |                                                                                     | |
| 1979  | Miss Nogeantais        | Véronique Fricot           |        |        |                           | |                                                                                     | |
| 1979  | Miss Paris             | Béatrice Burié             |        |        |                           | | 4e dauphine de Miss France 1980                                                     | Miss Côte d'Azur 1977 et 1978 |
| 1979  | Miss Seine-Saint-Denis | Sylvie Zucchi              |        |        |                           | |                                                                                     | |
| 1979  | Miss Val-de-Marne      | Dominique Souriau          |        |        |                           | |                                                                                     | |
| 1979  | Miss Val-d'Oise        | Isabelle Moulin            |        |        |                           | |                                                                                     | |
| 1980  | Miss Paris             | Janine Leroux              | 25 ans |        |                           | |                                                                                     | |
| 1981  | Miss Paris             | Charlotte Ducamp           |        |        |                           | |                                                                                     | |
| 1981  | Miss Île-de-France     | Muriel Sellier             |        |        |                           | | 3e dauphine de Miss France 1982                                                     | |
| 1982  | Miss Paris             | Isabelle Turpault          | 19 ans | 1,70 m |                           | | Miss France 1983 (remplacée par Frédérique Leroy, Miss Bordeaux)                    | |
| 1982  | Miss Île-de-France     | Sylvie Tourneur            | 19 ans | 1,75 m |                           | |                                                                                     | |
| 1983  | Miss Paris             | Christine Coste            |        |        |                           | |                                                                                     | |
| 1984  | Miss Île-de-France     | Marie-Lise Allain          |        |        |                           | |                                                                                     | |
| 1985  | Miss Paris             | Valérie Pascale            | 18 ans | 1,73 m | Paris                     | | Miss France 1986                                                                    | |
| 1985  | Miss Île-de-France     | Christiane Abderrahman     |        |        |                           | |                                                                                     | |
| 1986  | Miss Paris             | Sophie Rousseau            |        |        |                           | | Figure parmi les 10 demi-finalistes à l'élection de Miss France 1987                | |
| 1986  | Miss Île-de-France     | Christine Vogel            |        |        |                           | | 5e dauphine de Miss France 1987                                                     | |
| 1987  | Miss Île-de-France     | Nathalie Nicolov           |        |        |                           | Figure parmi les 12 demi-finalistes à l'élection de Miss France 1988                                                                                 |                                                                                     | |
| 1987  | Miss Paris             | Karine Espallargas         |        |        |                           | |                                                                                     | |
| 1988  | Miss Île-de-France     | Nathalie Bianchi           |        |        |                           | |                                                                                     | Également Miss Côte d'Azur 1987 |
| 1988  | Miss Paris             | Nathalie Pallardy          |        |        |                           | |                                                                                     | Également Miss Flandres 1986 et demi-finaliste de Miss France 1987 |
| 1989  | Miss Île-de-France     | Karine Bohin               |        |        |                           | | Figure parmi les demi-finalistes à l'élection de Miss France 1990                   | |
| 1989  | Miss Paris             | Sandrine Turowicz          |        |        |                           | |                                                                                     | |
| 1990  | Miss Île-de-France     | Delphine Vignay            |        |        |                           | | Figure parmi les 12 demi-finalistes à l'élection de Miss France 1991                | |
| 1990  | Miss Paris             | Myriam Nedellec            |        |        |                           | |                                                                                     | |
| 1991  | Miss Île-de-France     | Nathalie Mars              |        |        |                           | |                                                                                     | |
| 1991  | Miss Paris             | Marie-Christine Prudhomme  |        |        | Paris                     | | Figure parmi les 12 demi-finalistes à l'élection de Miss France 1992                | |
| 1992  | Miss Île-de-France     | Ganaëlle Pegeot            | 18 ans |        |                           | |                                                                                     | |
| 1992  | Miss Paris             | Mylène Deveer              | 18 ans |        | Paris                     | |                                                                                     | |
| 1993  | Miss Île-de-France     | Stéphanie Moroni           | 19 ans |        | Taverny                   | |                                                                                     | |
| 1993  | Miss Paris             | Isabelle Da Silva          |        |        | Paris                     | | 4e dauphine de Miss France 1994                                                     | Miss model of the world 1994, candidate à l'émission Koh-Lanta |
| 1994  | Miss Île-de-France     | Séverine Palisseau         |        |        |                           | |                                                                                     | |
| 1994  | Miss Paris             | Agnès Boudou               |        |        | Paris                     | | Figure parmi les 12 demi-finalistes à l'élection de Miss France 1995                | |
| 1995  | Miss Île-de-France     | Christel Guignery          |        |        |                           | |                                                                                     | |
| 1995  | Miss Paris             | Marie-Laure Martinet       |        |        | Paris                     | |                                                                                     | |
| 1996  | Miss Île-de-France     | Audrey Legros              |        |        |                           | |                                                                                     | |
| 1996  | Miss Paris             | Patricia Spehar            | 21 ans | 1,80 m | Lésigny                   | | Miss France 1997                                                                    | Représentante de la France à Miss Univers 1997 Représentante de la France à Miss International 1998 où elle intègre le Top 15 |
| 1997  | Miss Île-de-France     | Caroline Boulfroy          | 19 ans | 1,75 m | Lagny-sur-Marne           | 2e dauphine de Miss Seine-et-Marne 1997 |                                                                                     | Lorsqu'elle est élue Miss Île-de-France, Caroline Boulfroy est huée par le public qui lui jette des fruits et des légumes criant à la triche et au scandale |
| 1997  | Miss Paris             | Lætitia La Spina           | 20 ans | 1,72 m | Paris                     | | Figure parmi les 12 demi-finalistes à l'élection de Miss France 1998                | |
| 1998  | Miss Île-de-France     | Fany Trueba                | 19 ans | 1,75 m | Saâcy-sur-Marne           | Miss Pays de la Brie 1997 ; 1re dauphine de Miss Paris 1998                                                                                          | Figure parmi les 12 demi-finalistes à l'élection de Miss France 1999                | Prix de la coiffure Saint Algue à l'élection de Miss France 1999 |
| 1998  | Miss Paris             | Pamela Semmache            | 19 ans | 1,79 m | Villiers-sur-Marne        | 1re dauphine de Miss Martinique 1997 ; Miss Caraïbes Hibiscus 1997, Miss Paris 1998                                                                  | 1re dauphine de Miss France 1999                                                    | |
| 1999  | Miss Île-de-France     | Sophie Garcia              | 23 ans | 1,79 m |                           | |                                                                                     | |
| 1999  | Miss Paris             | Céline Lambert             | 22 ans | 1,73 m | Paris                     | | Figure parmi les 12 demi-finalistes à l'élection de Miss France 2000                | |
| 2000  | Miss Île-de-France     | Caroline Josse             |        |        | Chailly-en-Bière          | |                                                                                     | |
| 2000  | Miss Paris             | Amélie Tessier             |        |        | Paris                     | |                                                                                     | |
| 2001  | Miss Île-de-France     | Émilie François            |        |        | Suresnes                  | 1re dauphine de Miss Hauts-de-Seine 2001 | Figure parmi les 12 demi-finalistes à l'élection de Miss France 2002                | |
| 2001  | Miss Paris             | Élodie De Maria            |        |        | Évry                      | |                                                                                     | |
| 2002  | Miss Île-de-France     | Ornella Verrechia          |        |        | Méry-sur-Oise             | Miss Val-d'Oise 2001 1re dauphine de Miss Île-de-France 2001                                                                                         | 1re dauphine de Miss France 2003                                                    | |
| 2002  | Miss Paris             | Isabelle Lamant            |        |        | Trappes                   | | Figure parmi les 12 demi-finalistes à l'élection de Miss France 2003                | Miss Tourism international 2005 |
| 2003  | Miss Île-de-France     | Ingrid Graziani            |        |        | Coulommiers               | |                                                                                     | |
| 2003  | Miss Paris             | Julie-Chloé Mougeolle      |        |        | Paris                     | | 6e dauphine de Miss France 2004                                                     | |
| 2004  | Miss Île-de-France     | Jennifer Perny             | 22 ans | 1,73 m | Issy-les-Moulineaux       | 1re dauphine de Miss Île-de-france 2002 |                                                                                     | |
| 2004  | Miss Paris             | Amélie Kervran             | 20 ans | 1,76 m | Paris                     | | 3e dauphine de Miss France 2005                                                     | |
| 2005  | Miss Île-de-France     | Sophie Ducasse             | 22 ans | 1,80 m | Châtillon                 | Miss Hauts-de-Seine 2005 | 1re dauphine de Miss France 2006                                                    | Demi-finaliste à Miss model of the world 2005 |
| 2005  | Miss Paris             | Laura Marchebout           | 18 ans | 1,74 m | Paris                     | |                                                                                     | |
| 2006  | Miss Île-de-France     | Rebecca Andry              | 20 ans | 1,79 m | Paris                     | | Figure parmi les 12 demi-finalistes à l'élection de Miss France 2007 et termine 10e | Elle est la sœur de Juliette Miss Flandre 2005 et de Sophie Miss Artois-Hainaut 1999 |
| 2006  | Miss Paris             | Krystel Norden             | 24 ans | 1,76 m | Chilly-Mazarin            | | 3e dauphine de Miss France 2007                                                     | |
| 2007  | Miss Île-de-France     | Sarah Gernier              | 20 ans | 1,82 m | Nanterre                  | |                                                                                     | |
| 2007  | Miss Paris             | Cyrielle Roidot            | 24 ans | 1,75 m | Paris                     | | Figure parmi les 12 demi-finalistes à l'élection de Miss France 2008 et termine 8e  | |
| 2008  | Miss Île-de-France     | Pauline Righini            | 20 ans | 1,72 m | Puteaux                   | |                                                                                     | |
| 2008  | Miss Paris             | Sarah Barzyk               | 19 ans | 1,72 m | Paris                     | |                                                                                     | Elle est la fille de Patricia Barzyk, Miss France 1980 ; Prix du sourire du tourisme de Thaïlande à l'élection de Miss France 2009 |
| 2009  | Miss Île-de-France     | Lisa Alberici              | 20 ans | 1,78 m | Valenton                  | |                                                                                     | Prix de la photogénie TV Magazine à l'élection de Miss France 2010 |
| 2009  | Miss Paris             | Kelly Bochenko             | 23 ans | 1,75 m | Paris                     | |                                                                                     | Prix de la sympathie Louis de Fontenay à l'élection de Miss France 2010 ; destituée de son titre de Miss Paris pour non-respect du règlement Miss France |
| 2010  | Miss Île-de-France     | Sabine Hossenbaccus        | 22 ans | 1,70 m | Vitry-sur-Seine           | Miss Val-de-Marne 2009, 1re dauphine de Miss Île-de-France 2009, 2e dauphine de Miss Île-de-France 2010                                              | 4e dauphine de Miss France 2011                                                     | Sabine, initialement 2e dauphine de Miss Île-de-France devient Miss Île-de-France 1 semaine avant l’élection après le forfait de Pauline Darles et la destitution de Jessica Muzaton la 1re dauphine. Elle ne participe donc pas au voyage et doit apprendre les chorégraphies en très peu de temps |
| 2011  | Miss Île-de-France     | Meggahnn Samson            | 20 ans | 1,80 m | Paris                     | Miss Mayenne 2009, Miss Yvelines 2011 |                                                                                     | Prix du sourire de la ville de Brest à l'élection de Miss France 2012 |
| 2012  | Miss Île-de-France     | Sabrina Benamara           | 18 ans | 1,73 m | Gennevilliers             | |                                                                                     | |
| 2013  | Miss Île-de-France     | Laetitia Vuillemard        | 20 ans | 1,73 m | Saint-Germain-lès-Corbeil | Miss Cap d'Agde 2009 |                                                                                     | Prix de la photogénie à l’élection de Miss France 2014 |
| 2014  | Miss Île-de-France     | Margaux Savarit            | 23 ans | 1,76 m | Évry                      | | Figure parmi les 12 demi-finalistes à l'élection de Miss France 2015 et termine 11e | Prix de la culture générale à l'élection de Miss France 2015 |
| 2015  | Miss Île-de-France     | Fanny Harcaut              | 18 ans | 1,76 m | Créteil                   | |                                                                                     | Prix du maillot de bain a l'élection de Miss France 2016 |
| 2016  | Miss Île-de-France     | Meggy Pyaneeandee          | 22 ans | 1,72 m | Le Blanc-Mesnil           | | Figure parmi les 12 demi-finalistes à l'élection de Miss France 2017 et termine 10e | Prix de la culture générale à l'élection Miss France 2017, |
| 2017  | Miss Île-de-France     | Lison Di Martino           | 19 ans | 1,72 m | La Houssaye-en-Brie       | Miss Seine-et-Marne 2017 | 2e dauphine de Miss France 2018                                                     | |
| 2018  | Miss Île-de-France     | Alice Quérette             | 24 ans | 1,76 m | Boulogne-Billancourt      | | 6e dauphine de Miss France 2019                                                     | |
| 2019  | Miss Île-de-France     | Évelyne de Larichaudy      | 23 ans | 1,73 m | Montrouge                 | Miss Hauts-de-Seine 2019 | Figure parmi les 15 demi-finalistes à l'élection de Miss France 2020 et termine 13e | |
| 2020  | Miss Île-de-France     | Lara Lourenço              | 19 ans | 1,71 m | Saint-Maur-des-Fossés     | | 6e dauphine de Miss France 2021                                                     | Prix du maillot de bain à l'élection Miss France 2021 |
| 2021  | Miss Île-de-France     | Diane Leyre                | 24 ans | 1,77 m | Paris                     | Miss Paris 2021 | Miss France 2022                                                                    | Représentante de la France à Miss Univers 2023 |
| 2022  | Miss Île-de-France     | Adèle Bonnamour            | 18 ans | 1,86 m | Paris                     | 2e dauphine Miss Paris 2022 |                                                                                     | Adèle devient la candidate la plus grande à participer à l’élection de Miss France en mesurant 1,86 m |
| 2023  | Miss Île-de-France     | Elena Faliez               | 28 ans | 1,73 m | Paris                     | 1re dauphine Miss Ardèche 2015, 3e dauphine Miss Dauphiné 2015, 1re dauphine Miss Dauphiné 2016, 2e dauphine Miss Rhône-Alpes 2016, Miss Paris 2023, | Figure parmi les 15 demi-finalistes à l'élection de Miss France 2024 et termine 8e  | Elena devient la candidate la plus âgée à participer à Miss France. Elle a 28 ans lors de l’élection nationale. |
| 2024  | Miss Île-de-France     | Julie Dupont               | 26 ans | 1,76 m | Puteaux                   | 1re dauphine Miss Hauts-de-Seine 2022, 1re dauphine Miss Île-de-France 2022, 1re dauphine Miss Hauts-de-Seine 2024                                   |                                                                                     | Prix du costume régional et de la camaraderie à l'élection Miss France 2025 |

## Palmarès par département depuis 2010
- Hauts-de-Seine : 2012, 2018, 2019, 2024 (4)
- Paris : 2014, 2021, 2022, 2023 (4)
- Val-de-Marne : 2010, 2015, 2020 (3)
- Seine-Saint-Denis : 2016 (1)
- Seine-et-Marne : 2017  (1)
- Essonne: 2013 (1)
- Yvelines : 2011 (1)
- Val-d'Oise :

## Palmarès à l'élection Miss France depuis 2000
- Miss France : 2022
- 1re dauphine : 2003, 2006
- 2e dauphine : 2018
- 3e dauphine : 2005, 2007
- 4e dauphine : 2011
- 5e dauphine :
- 6e dauphine : 2004, 2019, 2021
- Top 12 puis 15 : 2000, 2002, 2003, 2007, 2008, 2015, 2017, 2020, 2024
- Classement des régions pour les 10 dernières élections (Miss France 2015 à 2024): 5e sur 30[Note 6].